# Nagyfentős
Nagyfentős falu Romániában, Máramaros megyében.

## Fekvése
Máramaros megye nyugati részén, Nagysomkúttól északra fekvő település.

## Története
Nagyfentős a 15. században a bélteki uradalomhoz tartozott, nevét ekkor Fenthes-nek, vagy Fenthews-nek írták.
A 16. század közepéig a Drágfi családé volt, s a Drágfiakkal a Kővárvidékhez tartozott, és az erdélyi fejedelmek a nagyenyedi református püspökségnek adományozták. A 20. század elején nagyobb birtokosa nem volt. A trianoni békeszerződés előtt Szatmár vármegyéhez, és a somkúti járáshoz tartozott.

## Nevezetességek
- Görögkatolikus templom – 1820-ban épült.